# Eugen Mündler
Eugen Wilhelm Mündler (* 15. Januar 1889 in Ulm; † 1981) war ein deutscher Journalist und Chefredakteur.

## Leben und Betätigung
Nach dem Schulbesuch studierte Mündler Philosophie, Geschichte und Nationalökonomie. Anschließend wandte er sich dem Journalismus zu. Ende der 1920er und Anfang der 1930er Jahre arbeitete er publizistisch eng mit dem Schriftsteller Edgar Julius Jung zusammen. Seine politische Einstellung zu dieser Zeit wird als konservativ und deutschnational beschrieben.
Anstellungen fand er zunächst in der Industriepresse des Ruhrgebietes. Ab 1921 war er Chefredakteur der München-Augsburger Abendzeitung. 1930 wechselte Mündler als Chefredakteur zur Rheinisch-Westfälischen Abendzeitung nach Essen. Im Mai 1938 wurde ihm auf Veranlassung des Reichspressechefs Otto Dietrich gleichzeitig die Hauptschriftleitung der Kreuzzeitung sowie des Berliner Tageblatts übertragen. Beide Zeitungen erschienen zu diesem Zeitpunkt im Deutschen Verlag und wurden zusammen am 31. Januar 1939 eingestellt. Anschließend verfasste Mündler unter anderem regelmäßig Leitartikel für die Deutsche Allgemeine Zeitung.
1940 wurde Mündler Chefredakteur der Wochenzeitschrift Das Reich, deren Redaktion das Propagandaministerium gezielt überwiegend nicht mit Nationalsozialisten, sondern Vertretern der früheren bürgerlichen Presse besetzen ließ. Diese Publikation, die nach dem Völkischen Beobachter das zweitauflagenstärkste Presseorgan der NS-Zeit darstellte, erlangte vor allem Bedeutung, weil der Reichspropagandaminister Joseph Goebbels die Leitartikel beisteuerte. Mündler verblieb auf dem Chefleiterposten bis zum 31. Januar 1943, als er auf Veranlassung des Propagandaministeriums durch Rudolf Sparing abgelöst wurde. Von 1943 bis 1945 war er Leiter der Münchner Redaktion des Völkischen Beobachters.
In der Nachkriegszeit stand Mündler wieder im Dienst der Ruhr-Industrie.

## Schriften
- Der Übergang von der Assonanz zum Reim im altfranzösischen Volksepos, 1914.
- 100 Jahre Friedrich Krupp Konsum-Anstalt. 1858-1958, 1958.